# Haus Luxemburger Straße 34 (Köln)

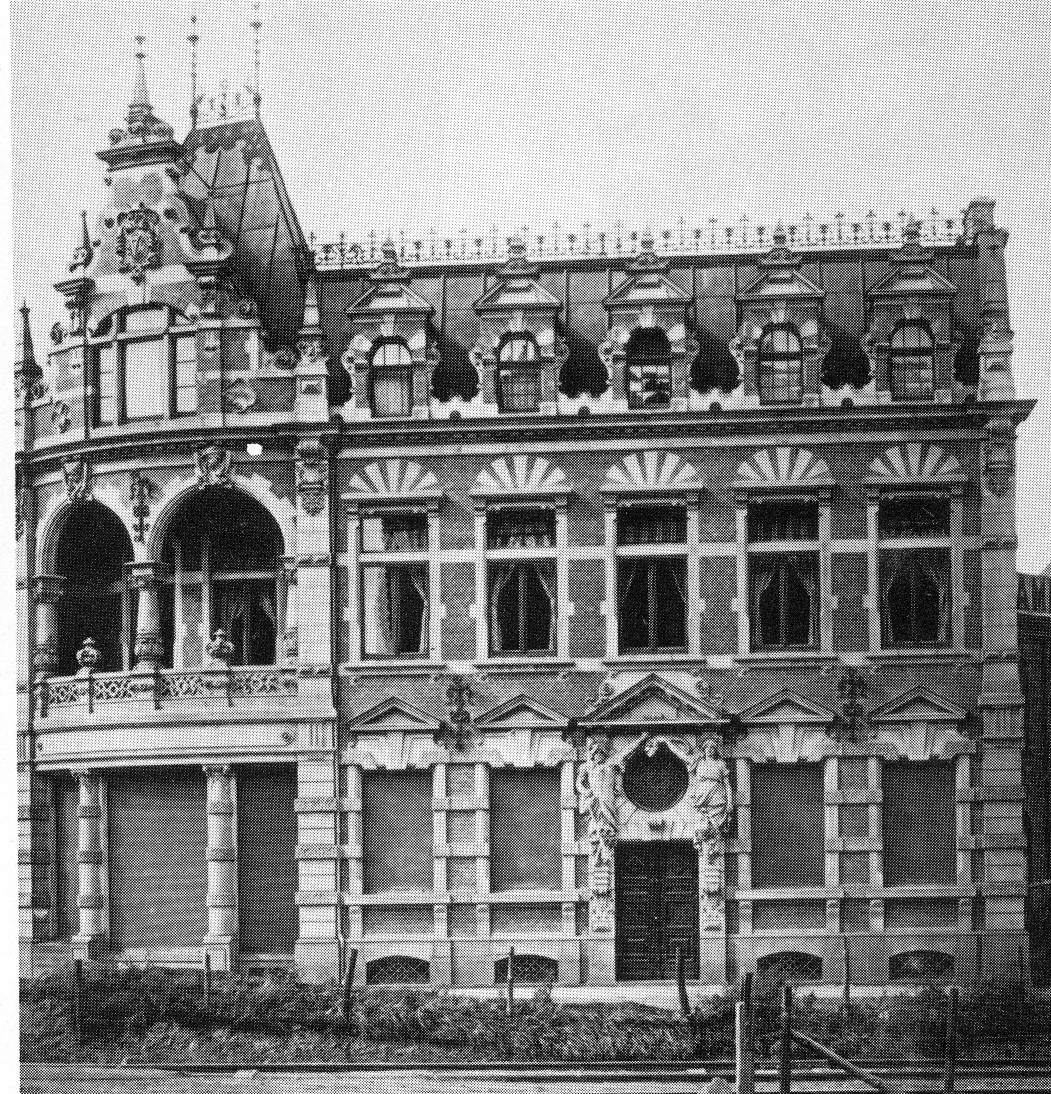
Haus Luxemburger Straße 34 in Köln

Das Haus Luxemburger Straße 34 im Kölner Stadtteil Neustadt-Süd liegt am Beginn der Luxemburger Straße und wurde von den Düsseldorfer Architekten Hubert Jacobs und Gottfried Wehling 1886/1887 erbaut. Es ist in Resten erhalten.

## Beschreibung
Das zweigeschossige Wohnhaus mit einem Karyatidenportal gehörte vom „Reichtum der Ausführung“ her zur „Qualität der Ringstraßenarchitektur“. Eine Bänderung war bis in die halbrunden Fenstergiebel durchgeführt. An der linken Seite befand sich ein Risalit mit Doppelloggia und darüber ein Volutengiebel. Die Backsteinfassade wurde von dekorativen Mauerankern geschmückt. 
Von diesem Haus hat sich das Erdgeschoss mit dem von Karyatiden flankierten Portal erhalten. Es habe bereits Seltenheitswert erlangt, da „von all den anderen bisher genannten Häusern dieser Stilgruppe und auch von den zahlreichen vergleichbaren nichts erhalten“ ist.
In dem Wohnhaus befindet sich im Erdgeschoss aktuell (2018) die Bar Schmelztiegel.